# 織田正信

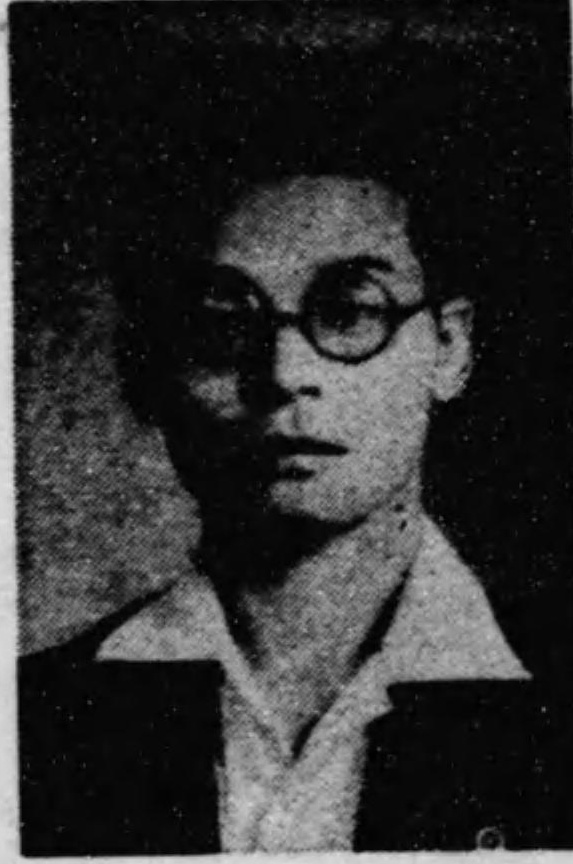
織田正信

織田 正信（おりた まさのぶ、1921年〈大正10年〉12月1日 - 1955年〈昭和30年〉9月19日）は、日本の政治家。衆議院議員（1期）。

## 経歴
香川県木田郡牟礼村（現高松市）出身。1946年東京文理科大学教育学科卒。卒業後は公正新聞主幹となる。
1947年の第23回衆議院議員総選挙において香川1区から諸派（救国青年連盟）で立候補して当選した。当選時は25歳4か月25日と衆議院議員では最年少となり、この記録は2000年の第42回衆議院議員総選挙で原陽子が25歳4か月15日で当選するまでの53年間、破られなかった。
1949年の第24回衆議院議員総選挙で落選。1952年の第25回衆議院議員総選挙では協同党公認で立候補したが落選した。
1955年、東京都内で交通事故に遭い入院先の病院において33歳で死去した。

### 親族
妻だった勝野照代は「料亭照川」を経営し実業家、妻の叔父の大神善吉も元衆議院議員、照代は俳優の瑳川哲朗と再婚した。

## 関連文献
- 『松明の如くに　織田正信遺稿追悼文集』中央公論事業出版、1984年。